# Nəvahı
Nəvahı è un comune dell'Azerbaigian situato nel distretto di Hacıqabul. Conta una popolazione di 3 354 abitanti.